# Sting (muzician)
Gordon Matthew Thomas Sumner, CBE (n. 2 octombrie 1951, Wallsend, Anglia, Regatul Unit), cunoscut sub numele de scenă ca Sting, este un muzician englez din Wallsend, Newcastle-upon-Tyne.  Înaintea carierei remarcabile de artist solo, a fost liderul vocal, principal compozitor și basist al trupei rock The Police din anii 1970–1980.  Ca muzician solo și ca membru al trupei The Police, Sting a vândut peste 105 milioane de înregistrări, și a fost distins cu șaisprezece premii Grammy.

## Biografie

### Început de viață
Sumner s-a născut în Wallsend lânga Newcastle-upon-Tyne în nordul Angliei, fiu al Audrey Cowell și al soțului ei Ernest Sumner.  Este cel mai în vârstă din cei patru copii, având un frate Philip, și două surori Angela și Anita.  Tatăl său era patronul unei lăptării, iar de când era copil îl asista des dis-de dimineață să livreze laptele.  Sumner a fost crescut în biserica Romano-Catolică bunicii sale care era o moștenire parintească, fiind o familie irlandeză.
El a terminat liceul St. Cuthbert's Grammar School în Newcastle upon Tyne si apoi University of Warwick în Coventry din care pleacă după un semestru. În acest timp, el umbla adesea în cluburi precum Club-A-Go-Go. Aici el ii urmărea pe Jack Bruce and Jimi Hendrix iar mai târziu a fost influențat de muzică. După munca sa de sofer de autobuz, muncitor în construcție și ofițer de taxă, participa la Northern Counties Teachers' Training College, unde mai târziu va face parte din  Northumbria University, din 1971 până în 1974. Atunci devine profesor la St. Paul's First School în Cramlington timp de doi ani.
De la o vârstä fragedä Sumner voia să fie muzician. Primul său aranjament muzical a fost oriunde ar fi primit o slujbă, interpretând cântece după-amiaza, în weekend, în timpul vacanței de la colegiu și la predare. El interpreta cu formații locale de jazz precum Phoenix Jazzmen, the Newcastle Big Band, și Last Exit.

### Porecla
Sting afirmă că și-a primit porecla de când era cu formația Phoenix Jazzmen. Într-un concert purtase un pulover cu dungi negre și galbene, iar leader-ul formației Gordon Solomon observase că arata precum o albină. Și a primit numele de scenă „Sting” („înțepătură”). Folosește porecla pretutindeni, cu excepția documentelor oficiale. La o conferință de presă filmată în filmul Bring On The Night a spus în glumă  "Copiii mei îmi spun Sting, mama mea îmi spune Sting, dar cine este acest personaj Gordon ?"

### The Police
În ianuarie 1977, Sting se mutase de la Newcastle la Londra, și imediat după s-a alaturat lui Stewart Copeland și Henry Padovani (mai târziu fiind inlocuit de Andy Summers) înființând formația The Police. Între anii 1978 și 1983, cinci albume au ajuns în top și au câștigat șase premii Grammy Awards.
Deși muzica lor era inițial punk inspirat, The Police imediat au schimbat genul în reggae-tinged rock și minimalist pop. Ultimul lor album, Synchronicity, care include cel mai cunoscut cântec al lor, Every Breath You Take, a fost lansat in 1983.
Deși nu s-au destrămat oficial după ultimul lor album, formația a decis a lucreze la proiecte solo. Pe când anii treceau, membrii formației, in special Sting, au negat posibilitatea unei reformări. Dar în 2007, formația s-a reformat anunțând tot odată un turneu global.

## Filmografie
Ca actor
- Quadrophenia (1979) - The Ace Face, the King of the Mods, a.k.a. The Bell Boy in the film adaptation of The Who album
- Radio On (1980) - Just Like Eddie
- Artemis 81 (1981) - The angel Helith (BBC TV film)
- Brimstone and Treacle (1982) - Martin Taylor, a drifter
- Dune (1984) - Feyd-Rautha Harkonnen
- Titus Groan - Steerpike (BBC Radio 4 broadcasts based on the Mervyn Peake novels)
- Gormenghast (1984) - Steerpike
- Plenty (1985) - Mick, a black-marketeer
- The Bride (1985) - Baron Frankenstein
- The Adventures of Baron Munchausen (1988) -  A "heroic officer"
- Stormy Monday (1988) - Finney, a nightclub owner
- Julia and Julia (1988) - Daniel, a British gentleman
- Saturday Night Live (1991) - host, various
- The Grotesque (1995) - Fledge
- Gentlemen Don't Eat Poets (1997)
- Lock, Stock, and Two Smoking Barrels (1998) - J.D., Eddie's father and owner of a bar

În rolul propriei persoane
- The Simpsons episode "Radio Bart" (1992)
- The Smell of Reeves and Mortimer Episode 5 (1995)
- The Larry Sanders Show episode "Where Is the Love?" (1996)
- Ally McBeal season four episode "Cloudy Skies, Chance of Parade" (2001)
- Everyone Stares: The Police Inside Out (2006)
- Studio 60 on Sunset Strip (2006)
- Vicar of Dibley Comic Relief special (2007)
- Bee Movie (2007)
- Little Britain USA (2008) as Stomp, the lead singer of "The Cops" (playing "Fields of Gold")
- Brüno (2009)
- Still Bill (2009)
- Do It Again (2010)
- Life's Too Short (2011)
- The Michael J. Fox Show (2013)(singing "August Wind" from The Last Ship)

## Discografie

### The Police
- Outlandos d'Amour (1978)
- Reggatta de Blanc (1979)
- Zenyatta Mondatta (1980)
- Ghost in the Machine (1981)
- Synchronicity (1983)

### Solo
- The Dream of the Blue Turtles (1985)
- ...Nothing Like the Sun (1987)
- The Soul Cages (1991)
- Ten Summoner's Tales (1993)
- Mercury Falling (1996)
- Brand New Day (1999)
- Sacred Love (2003)
- Songs from the Labyrinth (2006)
- If on a Winter's Night... (2009)
- Symphonicities (2010)
- The Last Ship (2013)
- 57th & 9th (2016)
- 44/876 (2018)
- My Songs (2019)
- The Bridge (2021)